# Dvârkânâth Tagore
Pour les articles homonymes, voir Tagore.
Dvârkânâth Thâkur, dit Tagore (1794 - 1846), père de Debendranâth Tagore et grand-père de Rabindranath Tagore. Il est à l'origine de la famille Tagore de Calcutta. 
Ses contemporains lui donnent le titre de prince, parce qu'il a séjourné en Grande-Bretagne et que ses premiers contacts là-bas lui donnèrent ce titre, et aussi parce que son style de vie à Calcutta était marqué d'une grandeur princière. 